# Hypergol
On appelle hypergol un propergol liquide hypergolique : l'ergol réducteur réagit spontanément avec l'ergol oxydant pour amorcer la combustion sans qu'il soit besoin d'activer un système d'allumage.
Les hypergols les plus courants aujourd'hui sont de type NTO ou MON pour l'oxydant, avec l'UDMH, la MMH ou l'Aérozine 50 comme combustibles. Un autre hypergol est formé par le pentafluorure de chlore ClF5 comme oxydant avec l'hydrazine N2H4 comme combustible.

## Article lié
- Propergol liquide
- Hypergolique